# Linyola
Linyola és una vila i municipi de la comarca del Pla d'Urgell.

## Geografia
- Llista de topònims de Linyola (Orografia: muntanyes, serres, collades, indrets..; hidrografia: rius, fonts...; edificis: cases, masies, esglésies, etc).

Linyola és la població més septentrional de la comarca del Pla d'Urgell. Limita amb els termes de Bellvís i Vallfogona de Balaguer (per l'est), el Poal i el Palau d'Anglesola (al sud), Ivars d'Urgell i Penelles (per l'oest) i Bellcaire d'Urgell (al nord).
La població està situada en un turó a 248 m sobre el nivell del mar i té un terme de 28,76 quilòmetres quadrats regat pel Canal d'Urgell (séquia Segona principal) i el Canal Auxiliar d'Urgell.
La via principal de comunicació de la vila és la carretera LP-3322 que prové de Mollerussa, travessa l'autovia A-2, passa per Linyola (pel centre o per la variant) i acaba a Bellcaire d'Urgell (comarca de la Noguera) on enllaça amb la C-53 que va des de Balaguer fins a Tàrrega.
El municipi de Linyola és el segon nucli de població amb més habitants a la comarca del Pla d'Urgell, aproximadament uns 3000.

## Topònim i escut
El nom de la població sembla que podria provenir de la flor de lli, cultiu propi de la zona en èpoques passades. En documents antics apareixen els noms de Lliniola, Llinyola... Al Llibre del Fets apareix com a Linesola i a l'època sarraïna com a Lineola. Podem veure un feix o una garba de lli a l'escut del portal de l'església i, a l'escut actual, un ram de lli sobre l'escacat (tauler d'escacs) d'or i sable propi dels comtes d'Urgell, que van conquerir la zona a les darreries del segle xi (Ermengol IV, el de Gerb, 1076-1092). La baronia de Linyola continua existint en el llinatge dels Casanova.
Alcover i Moll, al seu diccionari, afirmen que el topònim podria venir del llatí līnĕola ('ratlleta'), explicant-se per dissimilació la no palatalització de la ela inicial, ja que en documents antics el poble apareix esmentat com a Lineola. Manuel de Montoliu afirmà que el nom ve del llatí ĭlla *amnola (derivat d'amnis, 'riu'), que es tradueix com 'el riuet'.

## Demografia
| 1497 f | 1515 f | 1553 f | 1717 | 1787 | 1857 | 1877 | 1887  | 1900  | 1910  |
| ------ | ------ | ------ | ---- | ---- | ---- | ---- | ----- | ----- | ----- |
| 96     | 85     | 105    | 164  | 524  | 980  | 826  | 1.130 | 1.439 | 1.760 |

| 1920  | 1930  | 1940  | 1950  | 1960  | 1970  | 1981  | 1990  | 1992  | 1994  |
| ----- | ----- | ----- | ----- | ----- | ----- | ----- | ----- | ----- | ----- |
| 1.973 | 2.051 | 1.924 | 2.099 | 2.166 | 2.332 | 2.262 | 2.422 | 2.359 | 2.359 |

| 1996  | 1998  | 2000  | 2002  | 2004  | 2006  | 2008  | 2010  | 2012  | 2014  |
| ----- | ----- | ----- | ----- | ----- | ----- | ----- | ----- | ----- | ----- |
| 2.385 | 2.391 | 2.401 | 2.438 | 2.529 | 2.583 | 2.781 | 2.774 | 2.661 | 2.677 |

| 2016  | 2018  | 2020  | 2022  | 2024  | 2026 | 2028 | 2030 | 2032 | 2034 |
| ----- | ----- | ----- | ----- | ----- | ---- | ---- | ---- | ---- | ---- |
| 2.650 | 2.660 | 2.717 | 2.723 | 2.749 | -    | -    | -    | -    | -    |

## Política
| Candidatura | Candidatura                                         | Cap de llista | Vots  | Regidors | % vots |
| ----------- | --------------------------------------------------- | ------------- | ----- | -------- | ------ |
|             | Esquerra Republicana de Catalunya - Acord Municipal |               | 383   | 4        |        |
|             | Agrupació Electoral de Linyola                      |               | 375   | 3        |        |
|             | Convergència i Unió                                 |               | 328   | 3        |        |
|             | Independents per Linyola - Progrés Municipal        |               | 158   | 1        |        |
|             | Partit Popular                                      |               | 81    | 0        |        |
| Total       | Total                                               | 1.425         | 1.425 | 11       |        |

## Llocs d'interès
El nucli antic de la vila (zona d'interès històrico - artístic) on hi ha la plaça porxada i l'Església de Santa Maria de Linyola, obra del mestre Bartomeu Roig entre els anys 1586 i 1600. Molt a prop hi ha la Casa de la Vila, un edifici de l'any 1556 obra del mestre Bernat Langor.
També es pot visitar el Museu Pedrós (al carrer de Salmerón) i l'Alzinera de Linyola (una carrasca amb un gran simbolisme per a la gent de la vila).

## Festes i tradicions
Les festes majors se celebren al maig, en honor de Santa Quitèria (dia 22 de maig) i a l'agost, en honor de l'Assumpció de la Mare de Déu (15 d'agost).
Altres festes i tradicions són les de Sant Antoni, Carnestoltes, processó Divendres Sant amb els armats, la festa de la Cassola -que inicia la festa major de maig- i el pessebre vivent, en diades nadalenques.

## Fills il·lustres
- Manuel Bergés i Arderiu (1910-1942), republicà, resistent i heroi de la Segona Guerra mundial. A París (França), i al seu poble Linyola, el seu record és homenatjat oficialment.[4]
- Josep Maria Fusté (1941), exjugador del Futbol Club Barcelona.
- Bojan Krkić (1990), jugador del Montreal Impact de la MLS dels Estats Units. Anteriorment havia jugat al FC Barcelona, i a l'AS Roma.
- Robert Pérez Palou (1948) Artista
- Francesc Foguet i Boreu (1971) escriptor, crític teatral, 2 Premi Serra d' Or. Professor UAB.

## Llibres
- Mestre Roigé, Esteve. Història de Linyola.  Lleida: Virgili & Pagès, S.A., 1987. ISBN 84-86387-38-8.
- Darbra i Palou, Montserrat. Història gràfica de Linyola.  Linyola: Ajuntament de Linyola, 2007.
- Mestre Roigé Esteve, Balcells Palou, Jaume. Carrers de Linyola. Linyola: Barret Picat, 2001
- Mestre Roige, Esteve, Balcells Palou, Jaume. Costumari de Linyola del segle xx. Linyola: Barret Picat, 2002
- Mestre, Esteve; Garganté, Maria, Yeguas, Joan. L'Església de Linyola. Linyola: Ajuntament de Linyola, 2012
- Civit Esmatges, Joan, Linyola, el meu poble. Linyola: Ajuntament de Linyola. 2002
- Civit Esmatge, Joan. 85è aniversari de la fundació del CF Linyola (1920-2005). Linyola: Club futbol Linyola. 2006